# بلاواباری
بلاواباری (به لاتین: Belavabary) یک منطقهٔ مسکونی در ماداگاسکار است که در مورامانگا واقع شده‌است. بلاواباری ۱۰٬۰۰۰ نفر جمعیت دارد و ۹۴۵ متر بالاتر از سطح دریا واقع شده‌است.